# Тролейбус Сан-Франциско
Тролейбус Сан-Франциско (англ. Trolleybuses in San Francisco) — тролейбусна мережа в місті Сан-Франциско, Каліфорнія, США. Одна з п'яти діючіх тролейбусних мереж у Сполучених Штатах.

## Історія
Перший тролейбусний маршрут відкрився в місті 6 жовтня 1935 року, він належав Залізничній компанії Маркет-Стріт. У 1941 році власний тролейбусний маршрут відкрила і MUNI, яка вже через три роки придбала свого конкурента об'єднавши тролейбусну мережу міста. У наступні десятиліття тролейбуси поступово замінювали собою трамвайні лінії. Але коли у 1960-х в Сполучених Штатах почалася масова ліквідація тролейбусних мереж, у Сан-Франциско тролейбус зберігся завдяки дуже складному рельефу. На деяких вулицях міста похил був дуже крутим, а тролейбус виявився краще пристосованим до пересування по крутих пагорбах міста.

## Маршрути

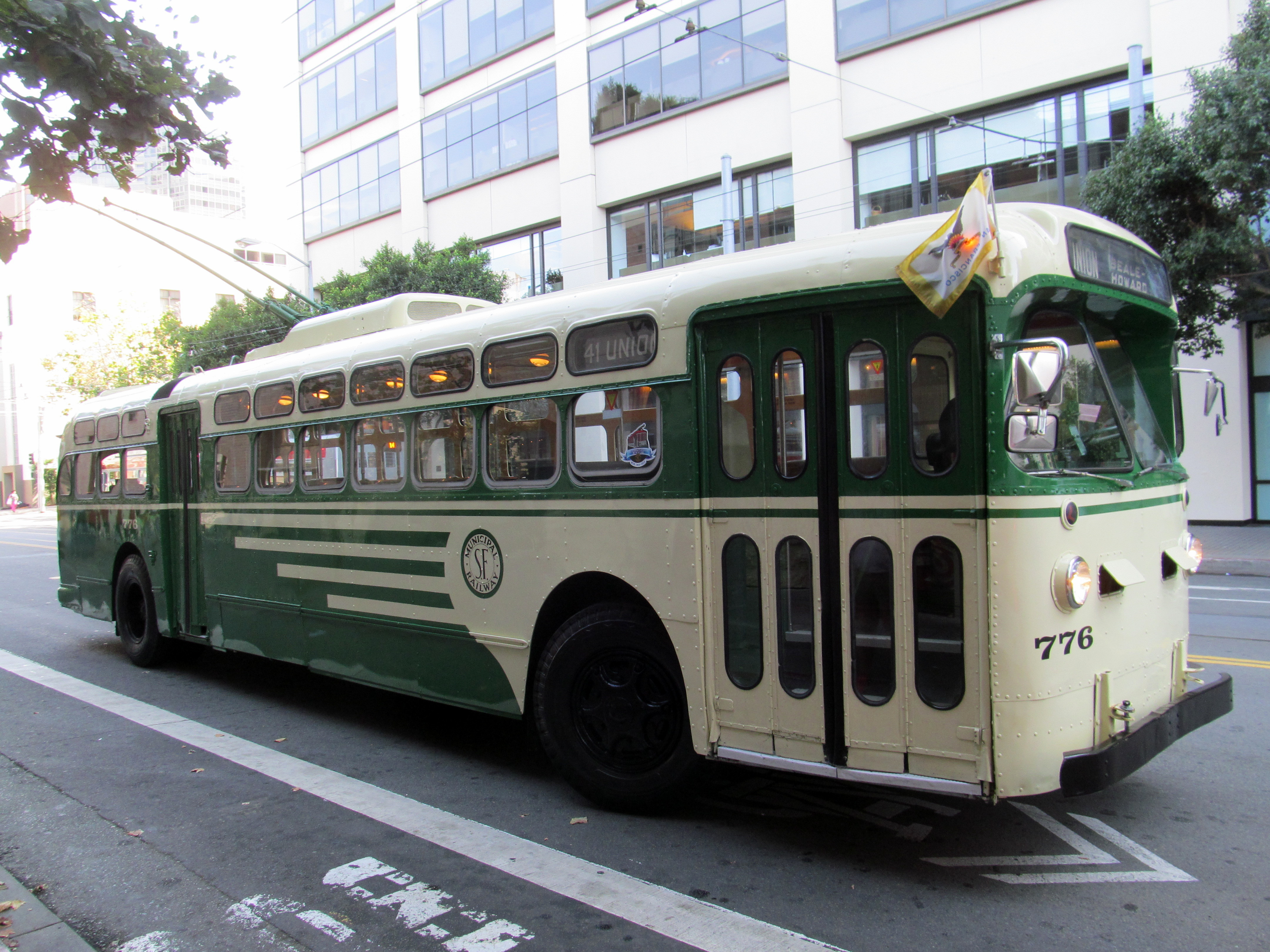
Відреставрований історичний тролейбус

- 1 — Друмм-стріт / Каліфорнія-стріт / 33-тя авеню
- 2 — Площа Феррі / Саттер-стріт / Презідіо авеню
- 3 — Саттер-стріт / Джексон-стріт / Презідіо авеню
- 5 — Трансбей термінал / Фултон-стріт / Оушен біч
- 6 — Площа Феррі / Парнасус-стріт / К'юнтара-стріт
- 14 — Площа Феррі / Міссіон-стріт / Сан-Хосе авеню
- 21 — Площа Феррі / Хейс-стріт / Фултон
- 24 — Джексон-стріт / Дівісадеро-стріт / 3-тя вулиця Окдейл
- 30 — Депо Колтрейн / Стоктон-стріт / Джеферсон біч
- 31 — Площа Феррі / Бальбоа-стріт / Оушен біч
- 33 — Мепл-стріт / Станьян-стріт / 25 вулиця Потреро
- 41 — Юніон-стріт / Коламбус авеню /Ховард мейн / Лайон грінвіч
- 45 — Юніон-стріт / Стоктон-стріт / Депо Колтрейн / Лайон грінвіч
- 49 — Норт поінт-стріт / Ван Несс авеню / Міссіо-стріт / Сіті коледж

## Рухомий склад
Маршрути міста обслуговуються найбільшою кількістью тролейбусів з всіх міст Північної Америки де є тролейбусні мережі, у середині 2018 року парк складається з приблизно 300 машин двох виробників. Тролейбуси компанії Electric Transit — приблизно 200 одиниць 2001—03 років та сучасних моделей New Flyer які поступово замінюють собою інші моделі почінаючі з 2015 року.

## Галерея

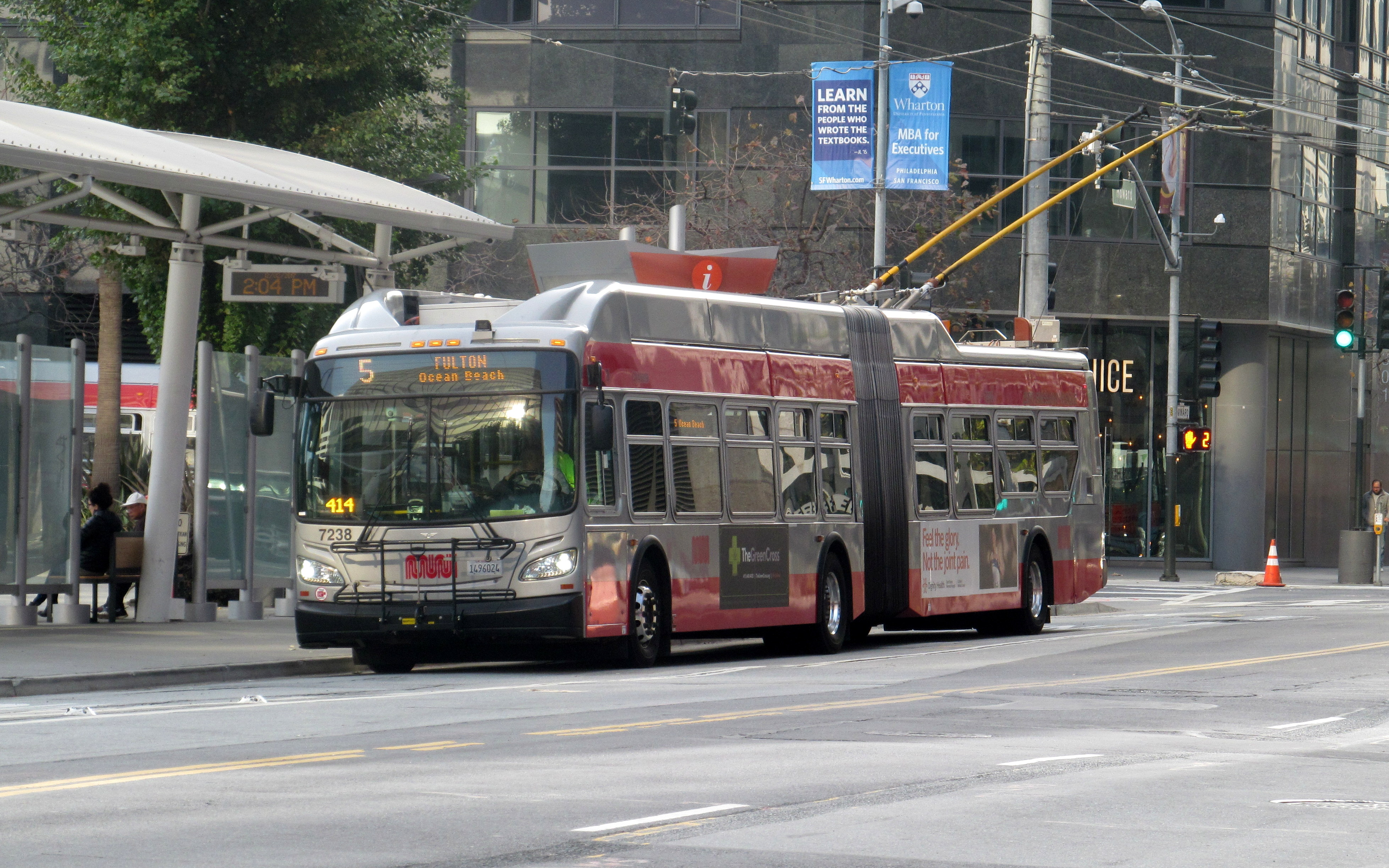
Тролейбус на вулицях міста
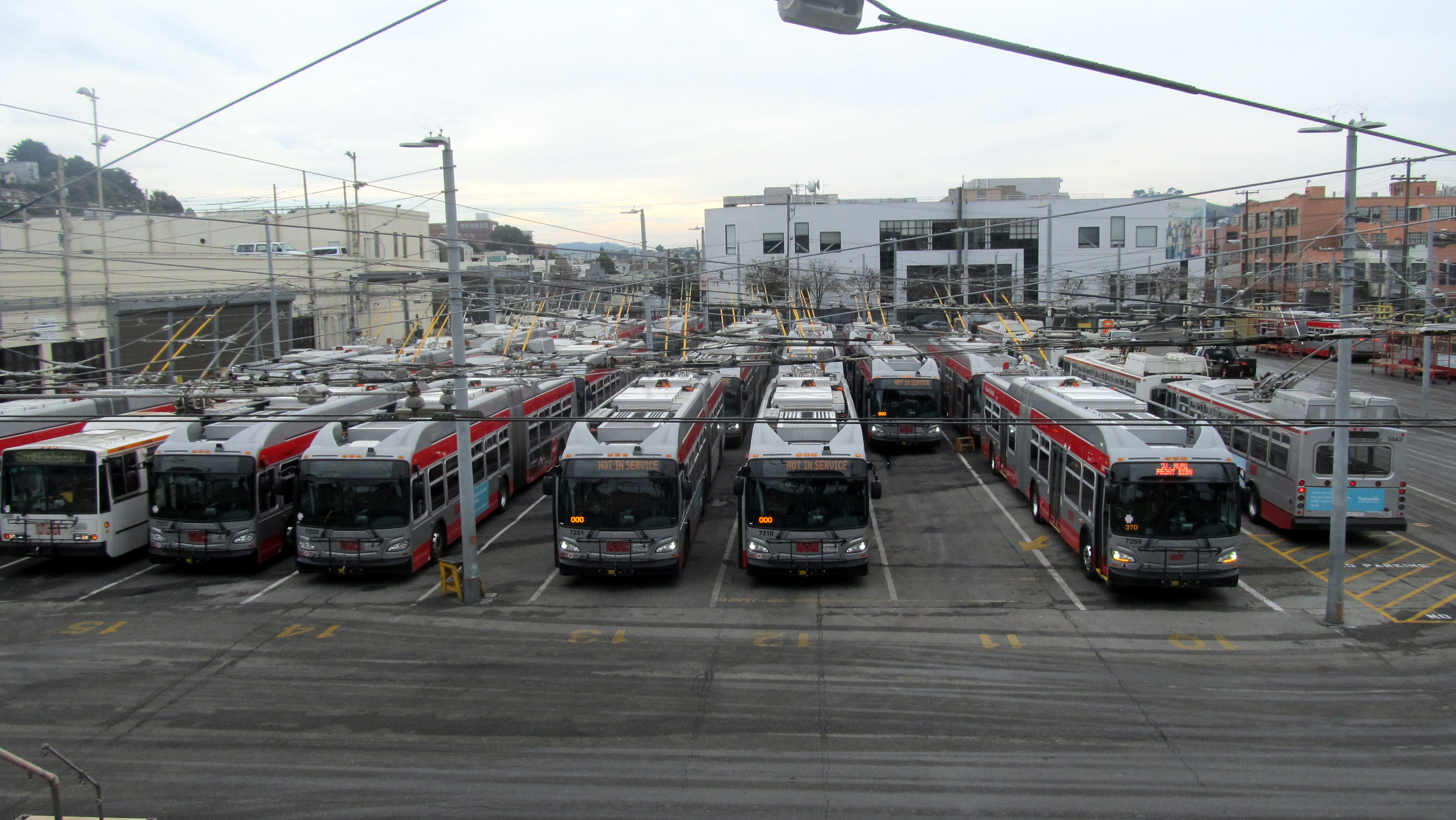
Тролейбусний парк Потреро
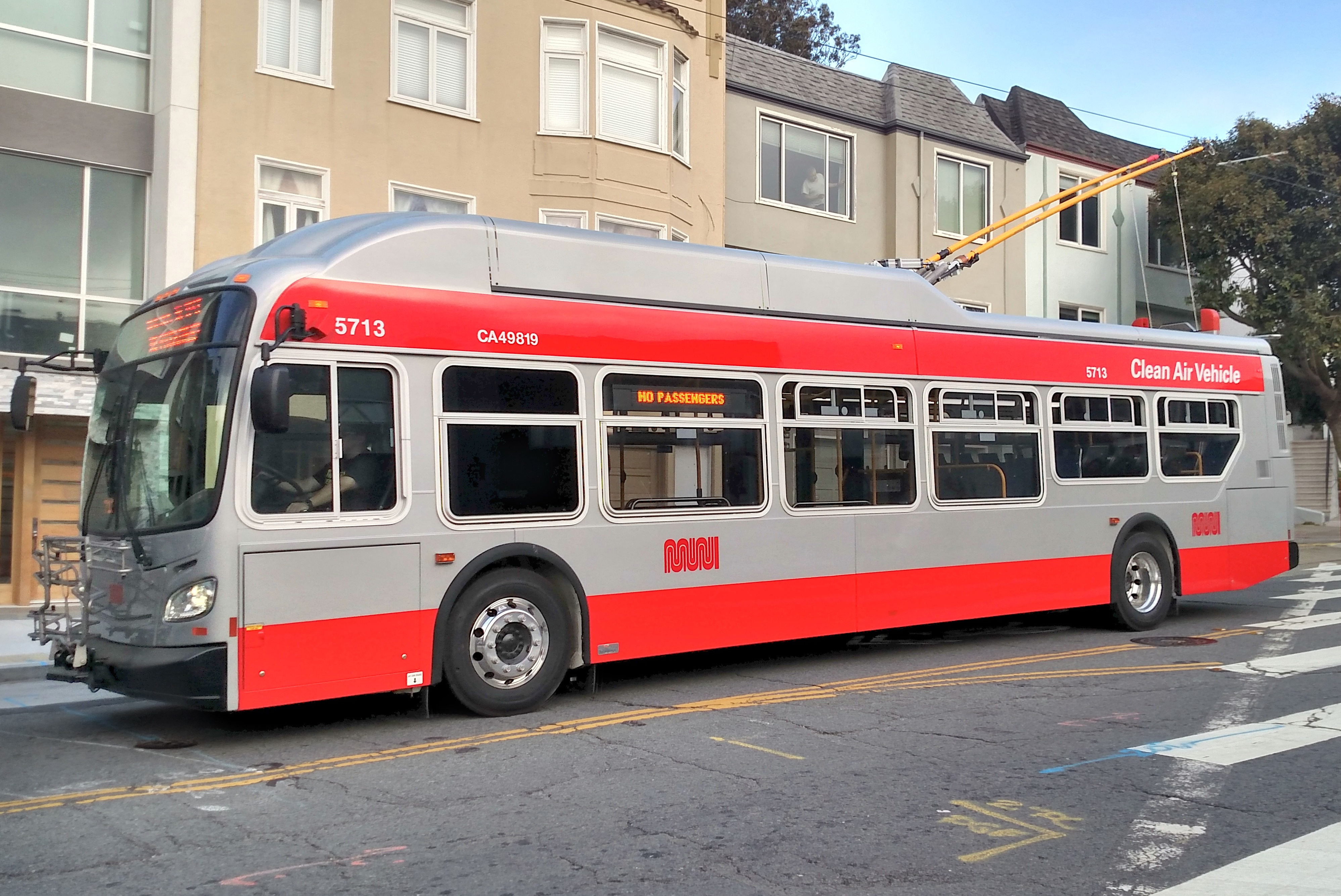
Тестування нової моделі у червні 2018 року